# Життя й революція
«Життя й революція» — щомісячний український літературно-мистецький та громадський журнал. Виходив у 1924—1934 роках у Києві.

## Історія
Почав виходити як суспільно-літературний, а потім був перетворений на літературно-художній журнал. З 1932 року «Життя й революція» став органом Федерації радянських письменників України, а з 1933 року — Оргкомітету Всеукраїнського союзу радянських письменників.
Видавався Державним видавництвом України, друкувався книжками на 12 друкованих аркушів.
На сторінках журналу публікували свої твори Максим Рильський, Микола Бажан, Юрій Яновський, Степан Васильченко, Євген Плужник, Ґео Шкурупій та ін. Літературним редактором журналу до 1930 р. був Валер'ян Підмогильний. Друкувалися переклади творів російської та світової літератури, статті з питань мистецтва, театру, а також бібліографія.
У період редагування журналу професором О. К. Дорошкевичем у журналі часто публікувалися твори українських неокласиків (Миколи Зерова, Максима Рильського, Павла Филиповича, Максима Лебедя та інших), які підтримували Миколу Хвильового в літературній дискусії про шляхи розвитку української літератури. Це не подобалося прорежимним критикам та партійним функціонерам, в результаті редакція була реорганізована та журнал перетворений у орган радянських письменників.
У 1930-х було репресовано колишнього відповідального редактора журналу Євгена Черняка, редактора й письменника Івана Лакизу; до концтабору на Соловки відправлено багатьох українських митців, серед них, зокрема, й дописувачі видання Василь Атаманюк, Марко Вороний, Микола Зеров, Василь Мисик, Валер'ян Підмогильний, Євген Плужник, Валер'ян Поліщук, Клим Поліщук, Олекса Слісаренко, Павло Филипович, Іван Шаля, Ґео Шкурупій та ін..